# Hyperbaenus ensifer
Hyperbaenus ensifer är en insektsart som beskrevs av Brunner von Wattenwyl 1888. Hyperbaenus ensifer ingår i släktet Hyperbaenus och familjen Gryllacrididae. Inga underarter finns listade i Catalogue of Life.